# 緊急停止開關
緊急停止開關（kill switch、emergency stop），也稱為e-stop或EMS，是在緊急時機器以正常操作無法關閉或過於耗時的情況下，強制停止機器的安全機制。緊急停止開關和一般關閉的開關或是正常停機程序不同，正常停機程序會依序關閉設備，以免設備受損，而緊急停止開關的設計目的是以最快的速度停止機器運作（以保護人員為優先，即使造成設備受損也沒有關係），而且緊急停止開關的用法需要簡潔，且可以迅速進行（即使是驚慌的操作人員，或是從旁邊經過，不熟悉設備的人，都可以操作）。緊急停止開關會設計的非常醒目（有些還會在開關內裝設指示燈，即使在暗處也能發現），外型與一般正常操作用的按鈕開關不同，通常為突出型或蘑菇頭型（因為緊急情況下通常無法冷靜地用手指按下按鈕，此設計可以用手掌直接壓下），就算是未經訓練的操作人員，或是旁邊經過的人，都可以操作。
大部份緊急停止開關都有保護蓋，是可以開啟的保護性屏障（例如可以打開的塑膠蓋子，或是在緊急停止開關外面加裝玻璃，需要打破才能緊急停止），目的是避免意外啟動緊急停止開關。若有些機械在正常使用或是可預期的誤操作可能會造成人員傷亡，就會設計緊急停止開關，工業設計者加入緊急停止開關，用機器的快速停止（及可能的設備損壞或是製程中斷）來避免人員在工作場所的傷亡，因為人員安全比機器還重要。
失能开关（dead man's switch）是和緊急停止開關類似的系統，失能开关本身是失效安全中的一部份，在操作人員失能時，關閉設備（或是強制開啟設備）。失能开关常用在工業應用（例如鐵路機車、塔式起重机、升降机）及消費產品（例如割草機、拖拉机、水上電單車、舷外马达、清雪机、摩托車及雪上摩托車）。這類的開關在運作時需要使用者一直按著，機器才能正常動作，若開關沒有按著，就會關閉動力來源。有些乘坐式的割草机會在座位上有緊急停止裝置，若座位上沒有足夠的重量，就會停止機械及割草刀。

## 車輛及船舶

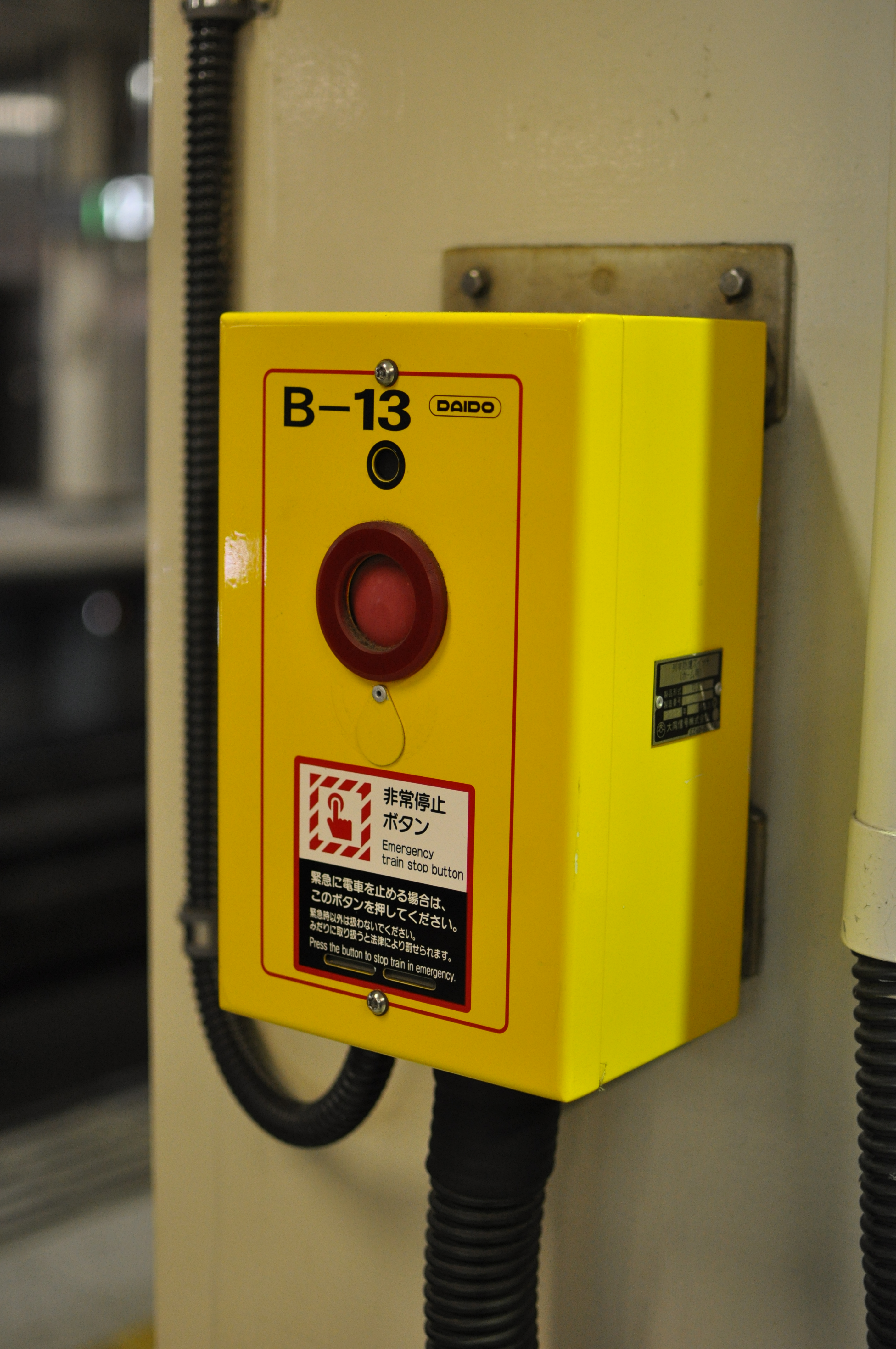
日本製的緊急停止開關

在鐵路運輸中，緊急停止開關是配合剎車的完整應用，目的是為了讓火車儘早可以停止。緊急停止可能是因為人為觸發停止開關產生（例如車上的緊急停止按鈕），有些車輛也可能有自動的緊急停止機能（自動制動），像是火車越過危險訊號燈，或是駕駛已有異常情形。類似的機制也稱為看門狗計時器。
在大型船舶中，緊急停止開關會將燃料泵的傳動軸調整到停止位置，切斷燃料供給，並且停止引擎。若是螺距可控的螺旋槳，緊急停止開關可以將引擎和螺旋槳切離。
全國運動汽車競賽協會要求所有他們的改裝賽車都要配備裝在方向盘上的緊急停止開關，在油門踏板卡住，駕駛要關閉引擎時可以使用。
緊急停止開關也會放在一般車輛中，像是防盜系統或是緊急的動力停止開關，這類的設備也會放在誤餌車中，讓在旁埋伏的警察可以遠端啟動。
失能开关的概念和緊急停止開關類似，失能开关是駕駛在車輛行進中必須隨時按著按鈕或是控制桿壓住，常見的例子是船艇或摩托艇駕駛的失能开关，會有纜線連接失能开关和駕駛（一般是連在救生衣或衣服上），若駕駛者意外落海，失能开关會關閉船艇的引擎，避免船艇在無人的情形下繼續在海上航行，可能會危害其他船隻或游泳者，也讓駕駛者有機會回到船艇重新駕駛，而不會被船艇的螺旋槳所傷。許多割草機也有類似的裝置：在手柄上有握把，若沒有握著，就會切斷燃料供應，並且讓割草葉片不動作。

## 工業機械

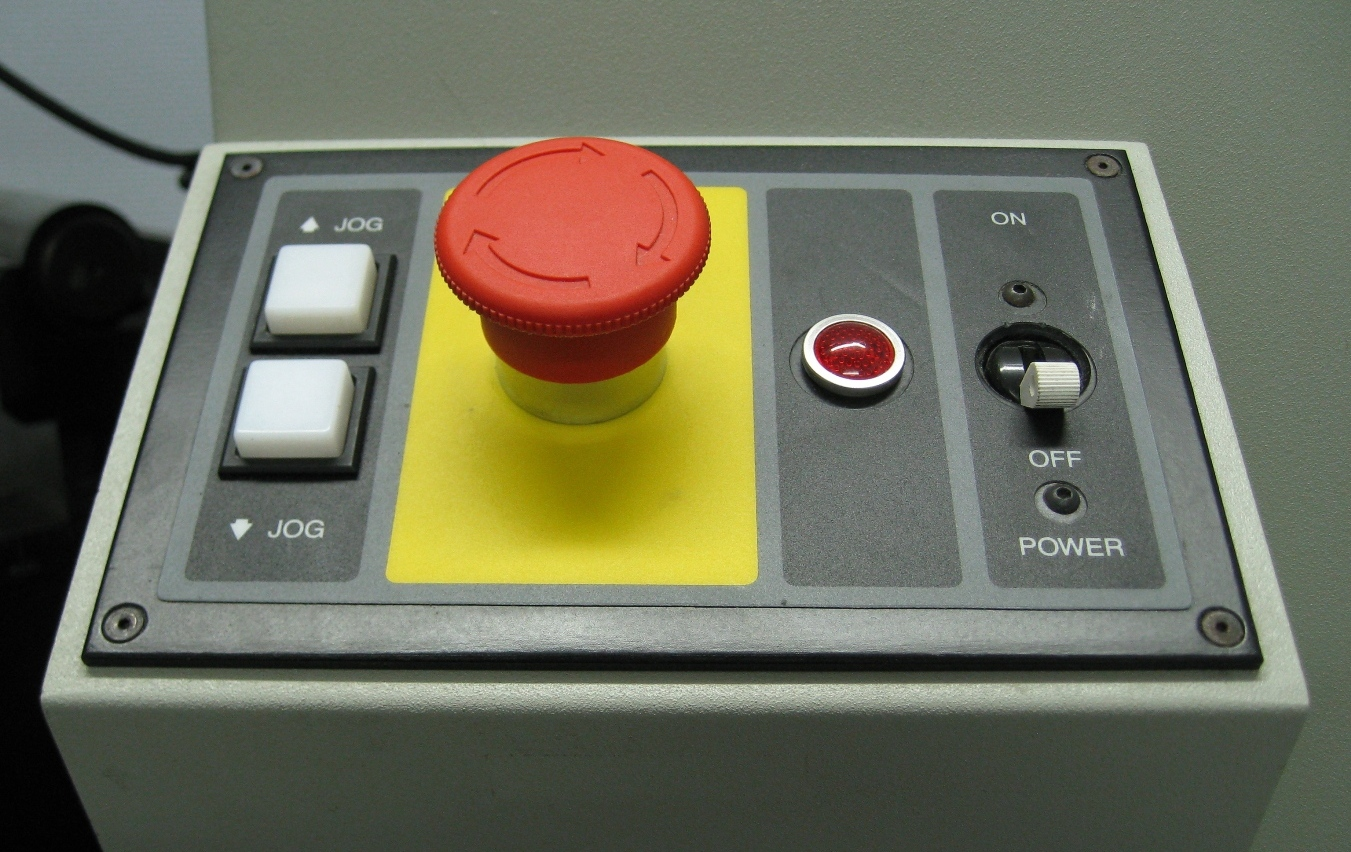
按鈕上的箭頭意思是壓下開關後，若要使設備重新啟動，需將緊急停止開關依箭頭方向旋轉才能將其復歸按鈕。

在大型工業機械中，緊急停止開關一般會在控制面板上，也可能會安裝在機器的多個位置。一般緊急停止開關可以用無線通訊，遠端控制，因此可以快速的切斷設備電源，保護工作者。針對失效安全的應用，控制線路需和緊急停止開關的常閉接點串聯，這樣即使線路斷路或是電源斷電也會使機械緊急停止，防止機械突然開始運轉，此特性同樣可作為判斷在未壓下緊急停止開關卻發生緊急停止的原因，不過其缺點是設備也會基於同樣的原因造成無預警停機。
欧洲联盟大部份種類的機械都需要依照2006/42/EC指令配備緊急停止。若是一些緊急停止無法降低風險的機械，或是移動式的手持機械可能例外。

### 核電廠
核電廠的緊急停止開關稱為SCRAM，常視為是安全控制棒使斧者（Safety Control Rod Axe Man）的簡稱。

### 加工機械
緊急停止開關也用在像帶鋸、靜態皮帶砂光機、立柱鑽及車床上。

## 加油站
緊急停止開關也用在加油機或是會抽取大量爆炸性、或可燃性化学物质的設備。在泵站一般會有一個緊急停止開關，可以使所有的泵同時停機。

## 電動扶梯
電動扶梯一般會有一個用鎖匙控制的控制盤，可以關閉電動扶梯，或改變其方向。另外會有一個紅色的緊急停止開關，在設備失效時、可能會有人受傷的情形（例如有人的鞋被電動扶梯的台階卡住）時、其至是有重傷風險的情形下，可以按下緊急停止開關，按下之後再用鎖匙控制的控制盤使電動扶梯恢復正常運作。

## 健身房
跑步機會有一個安全鑰匙，一端以磁力方式固定在機器上，另一端則扣在跑步者的腰上。若安全鑰匙離開機器，跑步機會立刻停止。有些跑步機還會有一個傳統的緊急停止開關，通常會放在其中一個把手的後方。

## 遊樂設施
遊樂設施上的緊急停止開關和工業設備上的類似。一般而言遊樂設施上的剎車是在通電時無效，若電源斷電，就會讓所有的剎車動作。大部份的遊樂設施上會有電腦（類似上述提到火車上的電腦），若判斷遊樂設施已超過安全操作條件，就會讓剎車動作。

## 軟體
上述提到的緊急停止開關都是有實體的，不過「Kill switch」也可以用來描述由軟體產生的機制，利用此機制，製造商或是授權者可以啟用或是禁用此產品，例如此產品已被撤消、使用者逾期未付費、或是產品遺失或被偷等，「Kill switch」也可以用來描述恶意软件（像是WannaCry）中的停止機能。
有關机器人及先進人工智能上是否要加裝緊急停止開關，目前仍有爭議。

## 智能手機
智能手机中的緊急停止開關是有關資料安全（保安）性的機能，手機原擁有者可以在手機遺失或是被偷時，在遠端設定手機為無法使用。加利福尼亚州自2015年起立法強制要求手機要有此項機能。

## 軍事
法國及以色列的電子作戰單位會用緊急停止開關來使敵方的武器系統失效。